# Рачин (Великопольське воєводство)
Рачин (пол. Raczyn, нім. Ratschin) — село в Польщі, у гміні Шамоцин Ходзезького повіту Великопольського воєводства.
У 1975-1998 роках село належало до Пільського воєводства.